# جين مور (صحفية)
جين مور (بالإنجليزية: Jane Moore)‏ هي مقدمة تلفزيونية وصحفية بريطانية، ولدت في 17 مايو 1962 في أكسفورد في المملكة المتحدة.

## وصلات خارجية
- الموقع الرسمي
- جين مور على موقع IMDb (الإنجليزية)
- جين مور على موقع قاعدة بيانات الفيلم (الإنجليزية)